# 布塔-布泰
布塔-布泰是非洲南部國家萊索托的城鎮，也是布塔-布泰區的首府，海拔高度1,707米，建城於1884年，鎮內有市場、加油站、銀行、醫院和全國唯一的清真寺，2010年人口5,869。
28°47′S 28°14′E / 28.783°S 28.233°E